# Reprezentacja Australii na Mistrzostwach Świata w Narciarstwie Klasycznym 2005
Reprezentacja Australii na Mistrzostwach Świata w Narciarstwie Klasycznym 2005 w Oberstdorfie liczyła siedmioro zawodników, którzy wystartowali w biegach narciarskich. Najlepszy wynik uzyskał Paul Murray, który w sprincie mężczyzn zajął 31. miejsce.

## Wyniki

### Biegi narciarskie

#### Mężczyźni
Sprint
- Paul Murray - 31. miejsce
- Ben Sim - 54. miejsce
- Andrew Mock - 66. miejsce
- Ben Derrick - 71. miejsce

15 km stylem dowolnym
- Ben Derrick - 79. miejsce
- Ben Sim - 80. miejsce
- Andrew Mock - 82. miejsce
- Paul Murray - 100. miejsce

Bieg pościgowy 2x15 km
- Ben Derrick - nie ukończył
- Ben Sim - nie ukończył

50 km stylem klasycznym
- Ben Derrick - 50. miejsce

#### Kobiety
Sprint
- Esther Bottomley - 50. miejsce
- Katherine Calder - 57. miejsce
- Clare-Louise Brumley - 60. miejsce

10 km stylem dowolnym
- Clare-Louise Brumley - 51. miejsce

Bieg pościgowy 2x7,5 km
- Clare-Louise Brumley - 48. miejsce